# Лонгин (Талыпин)
Архиепи́скоп Ло́нгин (в миру Ю́рий Влади́мирович Талы́пин, фин. Yrjö Talypin; 17 февраля 1946, Хельсинки — 25 августа 2014, Дюссельдорф) — епископ Русской православной церкви; архиепископ Клинский, викарий патриарха Московского и всея Руси (1992—2014); представитель Московского патриархата в Германии (1995—2014).
Тезоименитство — 16 (29) октября (мученика Лонгина Сотника, иже при Кресте Господни).

## Биография
Родился 17 февраля 1946 года в Хельсинки, в Финляндии, в семье русских эмигрантов. В возрасте 10 лет начал алтарничать в Успенском кафедральном соборе в Хельсинки.
Окончил гимназию в Хельсинки и в 1962 году поступил в Ленинградскую духовную семинарию на заочное отделение.
С 1966 по 1968 годы работал экономистом в Хельсинки, а с 1968 по 1969 годы — переводчиком в Японском посольстве в Хельсинки.
В 1969 году поступил в Ленинградскую духовную академию, где 11 апреля 1969 года был пострижен в монашество с именем Лонгин, а 13 апреля хиротонисан в сан иеродиакона. 18 мая 1969 года состоялась его рукоположением во иеромонаха.
В 1974 году, окончил Ленинградскую духовную академию, защитив диссертацию «Декрет „Об экуменизме“ II-го Ватиканского Собора (опыт оценки)». Был назначен профессорским стипендиатом, однако состояние здоровья и положение дел в приходе в Хельсинки не дало ему возможности заниматься дальше богословскими исследованиями.
В 1978 году приходским собранием избран настоятелем Покровского Патриаршего прихода города Хельсинки и утверждён в этой должности митрополитом Никодимом с возведением в сан игумена. Богослужение в храме совершались ежедневно и где заказывали поминания со всего мира.
16 ноября 1979 года назначен настоятелем Покровского русского прихода в Дюссельдорфе и благочинным Дюссельдорфской епархии с возвеженеим в сан архимандрита, а 3 декабря в Новодевичьем монастыре возведён в достоинство архимандрита.
С 1979 по 1981 год обучался в Институте восточных церквей в Регенсбурге.

## Епископское служение
6 октября 1981 году решением Священного синода РПЦ определён быть епископом Дюссельдорфским.
11 октября 1981 года хиротонисан во епископа Дюссельдорфского. Хиротонию совершили митрополит Минский и Белорусский Филарет (Вахромеев) и Германский Августин (Лабардакис) (Константинопольский Патриархат), архиепископ Берлинский Мелхиседек (Лебедев) и архиепископ Вологодский и Великоустюжский Михаил (Мудьюгин), епископ Западно-Европейский Лаврентий (Трифунович) (Сербский Патриархат) и епископ Уфимский и Стерлитамакский Анатолий (Кузнецов).
Принимал участие в работе Всемирного Совета Церквей.
10 марта 1989 года возведён в сан архиепископа.
1 октября 1990 года вошёл в состав Синодальной комиссии по возрождению религиозно-нравственного воспитания и благотворительности.
23 декабря 1992 года в связи с упразднением Дюссельдорфской епархии назначен архиепископом Клинским, викарием Московской епархии, а 22 февраля 1995 года назначен главой новообразованного Представительства Русской Православной Церкви в Германии.
С 1997 года являлся членом Президиума Конференции европейских церквей, а с 1999 по 2002 годы — представителем Московского Патриархата при Европейском Союзе в Брюсселе.
В июне 2008 года не прибыл на Архиерейский собор Русской православной церкви по болезни.
С января 2014 года проходил лечение в связи с онкологическим заболеванием. Скончался утром 25 августа 2014 года в Дюссельдорфе.
Отпевание, совершённое митрополитом Волоколамским Иларионом (Алфеевым), архиепископом Берлинским и Германским Феофаном (Галинским) и епископом Лефкийским Евмением (Тамиолакисом) состоялось 28 августа в католической церкви святого Себастьяна в районе Поппэлсдорф в Бонне, а погребение прошло на кладбище Neuer Friedhof в районе Иппэндорф.

## Семья
- Отец — Владимир Дмитриевич Талыпин
- Мать — Татьяна Александровна Яковлева
- Брат — Лев Владимирович Талыпин

## Награды
Церковные:
- Орден святого равноапостольного великого князя Владимира II степени (22 февраля 2006)[11]
- Орден преподобного Серафима Саровского II степени (24 мая 2009)[12]
- Орден святителя Алексия, митрополита Московского, III степени (11 октября 2011)[13]

Светские:
- Орден Дружбы (11 августа 2000 года, Россия) — за большой вклад в развитие духовных и культурных связей зарубежной общественности с Россией[14]

## Публикации
статьи
- Из жизни епархий: патриаршие приходы в Финляндии // Журнал Московской Патриархии. 1976. — № 4. — C. 30-31.
- Вечная память почившим [Башмакова Н. Г., церковная староста, Хельсинки] // Журнал Московской Патриархии. 1977. — № 7. — C. 22.
- Архиепископ д-р Микко Юва // Журнал Московской Патриархии. 1979. — № 1. — C. 58-59.
- «Кирхентаг-83» // Журнал Московской Патриархии. 1983. — № 11. — C. 57-59.
- Профессор доктор Эдмунд Шлинк [некролог] // Журнал Московской Патриархии. 1985. — № 6. — C. 70.
- «Он был истинным отцом для многих из нас»: Воспоминания // Церковь и время. 1998. — № 4 (7). — С. 25-30
- Господи, помоги // Журнал Московской Патриархии. 2014. — № 10. — С. 42-43.

интервью
- Архиепископ Клинский Лонгин: «В Германии мы должны свидетельствовать о нашем Православии» // Патриархия.Ru, 11 июля 2012
- «Я чувствовал заступничество и милость Пресвятой Богородицы всю свою жизнь…» // Русская народная линия, 18 июля 2014